# Daily Globe
Le Daily Globe est un quotidien régional new-yorkais de fiction présent dans l'univers Marvel de la maison d'édition Marvel Comics.
En comparaison de son grand rival, le Daily Bugle, l'équipe et la nature de la publication du Globe sont beaucoup moins décrites. Peter Parker y a occasionnellement travaillé, ainsi qu'Eddie Brock (Venom) avant que ce dernier ne soit licencié lorsque Spider-Man a par inadvertance dévoilé son pauvre reportage.
Le rédacteur en chef du Daily Globe est connu pour être largement plus impartial concernant Spider-Man que l'irascible et obstiné chef du Bugle, J. Jonah Jameson.
Le Daily Globe s'est également fait connaître pour avoir rendu public (avec l'aide du FBI) le fait que l'avocat Matt Murdock est en réalité le justicier Daredevil. Il a été poursuivi en justice par Murdock.
Dans les histoires de Marvel, ce journal sert principalement de faire-valoir au Bugle, en tant que média alternatif lorsque les personnages veulent rendre public des informations que son principal rival refuse de publier. 
Le Daily Globe est mentionné dans la version PS2/Wii/PSP du jeu vidéo Spider-Man 3.